# The Homesman
Pour plus de détails, voir Fiche technique et Distribution.
The Homesman est un film franco-américain réalisé par Tommy Lee Jones, d'après le roman de Glendon Swarthout, sorti en 2014.
Au milieu du XIXe, Mary Bee Cudy est une pionnière vivant et travaillant dans sa ferme du Nebraska. Lorsque trois femmes de son entourage perdent la raison, elle se charge de les faire traverser la frontière jusqu'en Iowa malgré les dangers et périls de la route.

## Synopsis
En 1855, dans les grandes plaines du Nebraska, le révérend d'un petit village cherche un volontaire pour s'occuper de trois femmes devenues folles, ayant perdu la raison après de dures épreuves dans leurs vies. La tâche consiste à emmener les trois malheureuses vers l'Iowa chez un pasteur qui a accepté de les prendre en charge. Ce voyage qui s'annonce rude, risqué, compte tenu des bandits et des Indiens qui peuplent la région et pourrait durer environ cinq semaines, semble réservé à un homme de bonne constitution. Cependant, Mary Bee Cuddy, une courageuse et fervente pionnière célibataire, qui s'occupe seule de ses terres et de sa ferme, offre ses services pour mener à bien cette tâche, afin d'accomplir un grand acte de bienfaisance guidé par sa profonde croyance en Dieu.
Peu avant son départ, avec une diligence aménagée en fourgon de détention pour éviter que les trois femmes ne fuguent, elle sauve de la pendaison George Briggs, un homme sans vertu, veule et bougon, rencontré par hasard, à la condition qu’il lui rende service en l'accompagnant dans son périple pour l'aider et la protéger. Ce rustre vagabond asocial accepte alors de participer au voyage, en échange de trois cents dollars. Sous ses dehors de femme forte et indépendante, Mary Bee cache une fragilité et un désir de fonder une famille dans le respect de la religion. Quant à Briggs, il ne pense qu'à remplir sa tâche le plus rapidement possible pour profiter de son salaire. 
Ce périple à travers les austères et glaciaux paysages des États-Unis va forcer ces cinq êtres à survivre ensemble. Une épreuve hors du commun qui va façonner leurs caractères jusqu'à l'extrême.

## Fiche technique
- Titre original : The Homesman
- Réalisation : Tommy Lee Jones

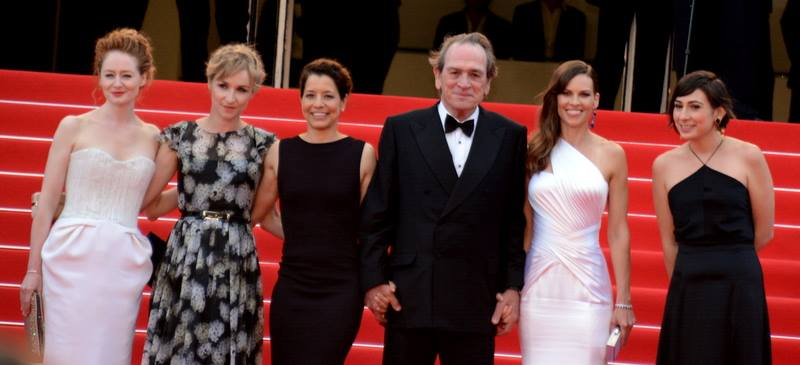
L'équipe du film au festival de Cannes 2014.

- Scénario : Kieran Fitzgerald, Wesley A. Oliver, Tommy Lee Jones, avec la participation non créditée de Miles Hood Swarthout[réf. souhaitée], d'après le roman The Homesman, initialement traduit en français sous le titre de Le Chariot des Damnés de Glendon Swarthout, publié aux éditions Gallmeister
- Musique : Marco Beltrami
- Photographie : Rodrigo Prieto
- Montage : Roberto Silvi
- Décors : Merideth Boswell
- Costumes : Lahly Poore
- Direction artistique : Guy Barnes
- Production : Luc Besson, Peter Brant, Michael Fitzgerald, Tommy Lee Jones et Brian Kennedy

Producteurs délégués : Richard Romero et G. Hughes Abell
- Sociétés de production : EuropaCorp, Ithaca et The Javelina Film Company
- Distribution : EuropaCorp Distribution
- Genre : western, drame historique, road movie[2]
- Pays d'origine :  États-Unis et  France
- Langue originale : anglais
- Budget : 16 000 000 $
- Dates de sortie[3] :
  - France : 18 mai 2014
  - États-Unis : 30 août 2014 (Festival du film de Telluride 2014) ; 3 octobre 2014 (sortie limitée)
  - Canada : 16 septembre 2014 (Festival international du film de Toronto)

Film classé tous publics avec avertissement en France.

## Distribution
- Tommy Lee Jones (V. F. : Féodor Atkine) : George Briggs
- Hilary Swank (V. F. : Marjorie Frantz) : Mary Bee Cuddy
- Hailee Steinfeld (V. F. : Marie Tirmont) : Tabitha Hutchinson
- William Fichtner (V. F. : Boris Rehlinger) : Vester Belknap
- Meryl Streep (V. F. : Frédérique Tirmont) : Altha Carter
- David Dencik (V. F. : Philippe Bozo) : Thor Svendsen
- James Spader (V. F. : Jérémie Covillault) : Aloysius Duffy
- Jesse Plemons (VF : Donald Reignoux) : Garn Sours
- Grace Gummer : Arabella Sours
- Miranda Otto (V. F. : Rafaèle Moutier) : Theoline Belknapp
- Sonja Richter : Gro Svendsen
- John Lithgow (V. F. : Benoît Allemane) : Révérend Dowd
- Tim Blake Nelson (V. F. : Emmanuel Karsen) : Un convoyeur
- Barry Corbin (V. F. : Patrick Raynal) : Buster Shaver
- Caroline Lagerfelt : Netti

Sources et légende : Version française (V. F.) sur RS Doublage et Symphonia Films

## Conception et production
Le roman est publié en 1988. Le titre est un néologisme en forme de mot-valise de Swarthout, qui pourrait se traduire par « le rapatrieur ». Très tôt, le roman faillit être adapté dans les années 1980, Paul Newman étant envisagé pour le rôle principal, qui en proposa la réalisation à Volker Schlöndorff. Le film ne se fit pas, restant à l'état de projet, le président de Walt Disney Pictures, Jeffrey Katzenberg, exigeant un happy end pour le personnage de Cudy. Sam Shepard voulait aussi l'adapter.
Le film est tourné au Nouveau-Mexique, au Nevada et en Géorgie,.
Tommy Lee Jones déclare avoir réalisé un film humaniste, bien plus que féministe et il considère que c'est un film d'époque plutôt qu'un western, du fait que la plupart des films du genre se déroulent vers les années 1890, lorsque la conquête de l'Ouest est quasiment achevée, l'action se déroule dans le midwest.

## Accueil
Challenges parle d'un western conventionnel mais salue le message sur la misogynie en ce temps. France Info loue l'interprétation, les paysages et la richesse thématique. Nice-Matin est enthousiaste : « Tommy Lee Jones utilise les codes du genre pour parler de l'Amérique d'aujourd’hui, de sa violence et de ses tares congénitales […] [le film] mélangeant sans vergogne images sublimes, triviales ou horrifiques dans un kaléidoscope infernal. On n’en sort pas indemne. ». Critikat voit une critique amère de l'ouest américain et des filiations avec John Ford et Clint Eastwood mais reproche le cabotinage de l'acteur-réalisateur. Grand Écart apprécie les thématiques et les paysages qui se reflètent. Écran Noir analyse une misanthropie d'ambiance mais reproche des défauts d'écriture. The Guardian est enthousiaste et souligne que la folie ne se limite pas aux femmes du convoi mais à l'ambiance. Télérama apprécie l'ambiance crépusculaire mais a des réserves sur les clichés et le jeu de Tommy Lee Jones « entre bouffonnerie et gravité ». Film de Culte vante un film qui pourfend les clichés et rajoute que « The Homesman est aussi le meilleur film de Clint Eastwood depuis Gran Torino. » Jean-Michel Frodon parle de réussite sans enthousiasme mais le compare négativement à Jauja. France 24 aime un film maîtrisé mais est réservé sur le revirement du récit vers la rédemption. RFI aime le renversement des valeurs que prône le western et de son ambiguïté. Variety parle d'une bonne surprise.

## Distinctions

### Récompenses
- Boston Society of Film Critics Awards 2014 : meilleure actrice pour Hilary Swank (2e place)
- Women Film Critics Circle Awards 2014 : meilleure distribution féminine

### Sélections
- Festival de Cannes 2014 : sélection officielle, en compétition
- Festival du film de Telluride 2014